# Rosemary
Rosemary  è un nome proprio di persona inglese femminile.

## Varianti
- Varianti: Rosemarie[2]
- Diminutivi: Romy[1], Romey[1]

### Varianti in altre lingue
- Francese: Rose-Marie[3]
- Olandese: Rosemarie[2]
  - Diminutivi: Romy[2]
- Tedesco: Rosemarie[2]
  - Diminutivi: Romy[2]

## Origine e diffusione
È un nome composto, diffusosi durante il XIX secolo, originato dall'unione di Rose e Mary, le forme inglesi di Rosa e Maria. 
Coincide anche con il nome inglese del rosmarino; "rosmarino" deriva dall'espressione latina ros marinus, "rugiada del mare", ed è giunto in inglese in questa forma alterato proprio da rose (in riferimento al fiore della rosa) e Mary.

## Onomastico
L'onomastico coincide con quello dei nomi Rosa e Maria.

## Persone

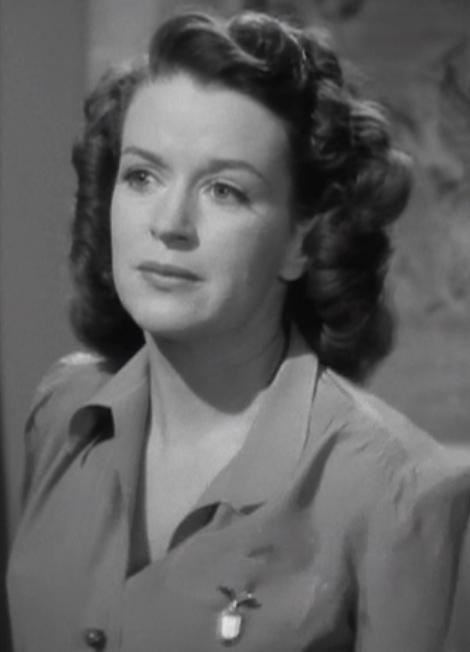
Rosemary DeCamp

- Rosemary Altea, scrittrice e medium britannica
- Rosemary Clooney, attrice e cantante statunitense
- Rosemary DeCamp, attrice statunitense
- Rosemary Dunsmore, attrice canadese
- Rosemary Harris, attrice britannica
- Rosemary Kennedy, componente della famiglia Kennedy
- Rosemary LaPlanche, modella statunitense
- Rosemary Lassig, nuotatrice australiana
- Rosemary Murphy, attrice statunitense
- Rosemary Sutcliff, scrittrice britannica

### Variante Rosemarie

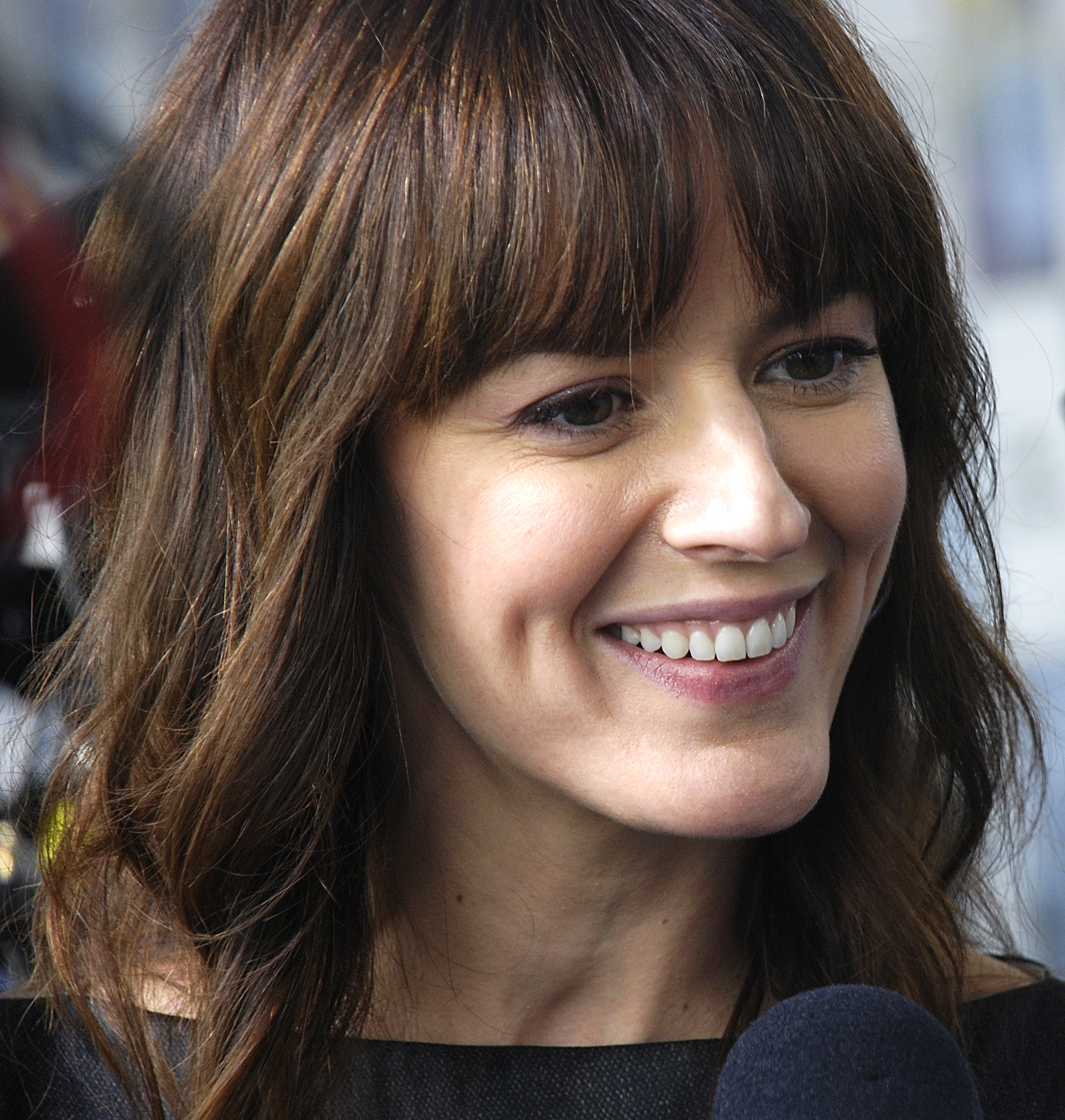
Rosemarie DeWitt

- Rosemarie Ackermann, atleta tedesca
- Rosemarie DeWitt, attrice statunitense
- Rosemarie Dexter, attrice britannica naturalizzata italiana
- Rosemarie Fendel, attrice tedesca
- Rosemarie Frankland, modella gallese
- Rosemarie Lindt, attrice tedesca
- Rosemarie von Trapp, cantante austriaca naturalizzata statunitense
- Rosemarie Weiß-Scherberger, schermitrice tedesca
- Rosemarie Whyte, atleta giamaicana

### Variante Romy
- Romy Müller, atleta tedesca
- Romy Schneider, attrice austriaca naturalizzata francese

## Il nome nelle arti
- Rosemary è un personaggio della serie di videogiochi Metal Gear.
- Rosemary è un personaggio del cartone animato La furia di Hong Kong.
- Romy White è un personaggio del film del 1998 Romy & Michelle, diretto da David Mirkin.
- Rosemary Woodhouse è un personaggio del romanzo di Ira Levin Rosemary's Baby, e delle opere da esso derivate.

## Toponimi
- 2057 Rosemary è un asteroide della fascia principale, che prende il nome da Rosemary Birky Hoffmann Scholl, prima moglie dell'astronomo Hans Scholl.